# Blok P

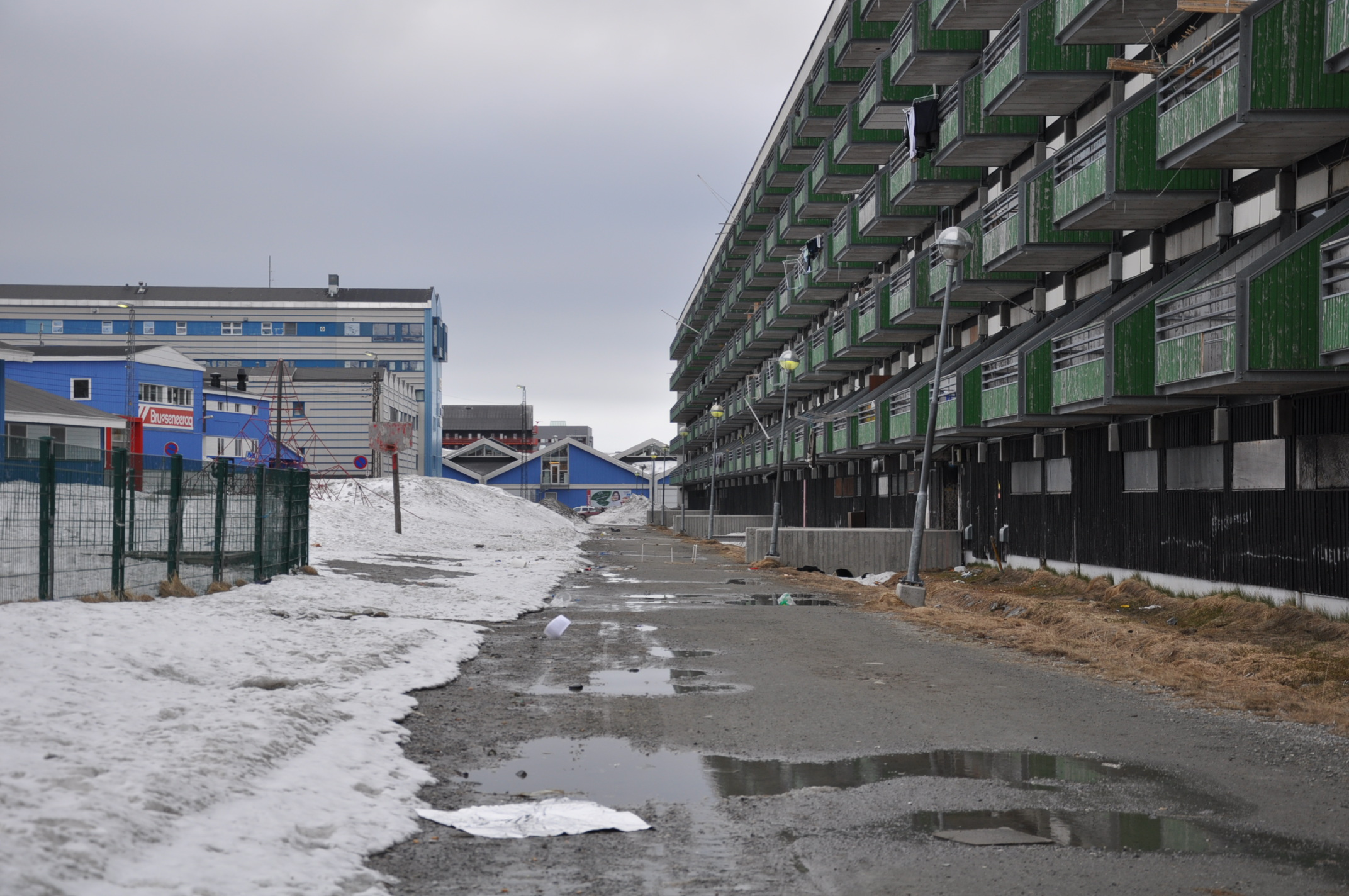
De zuidkant

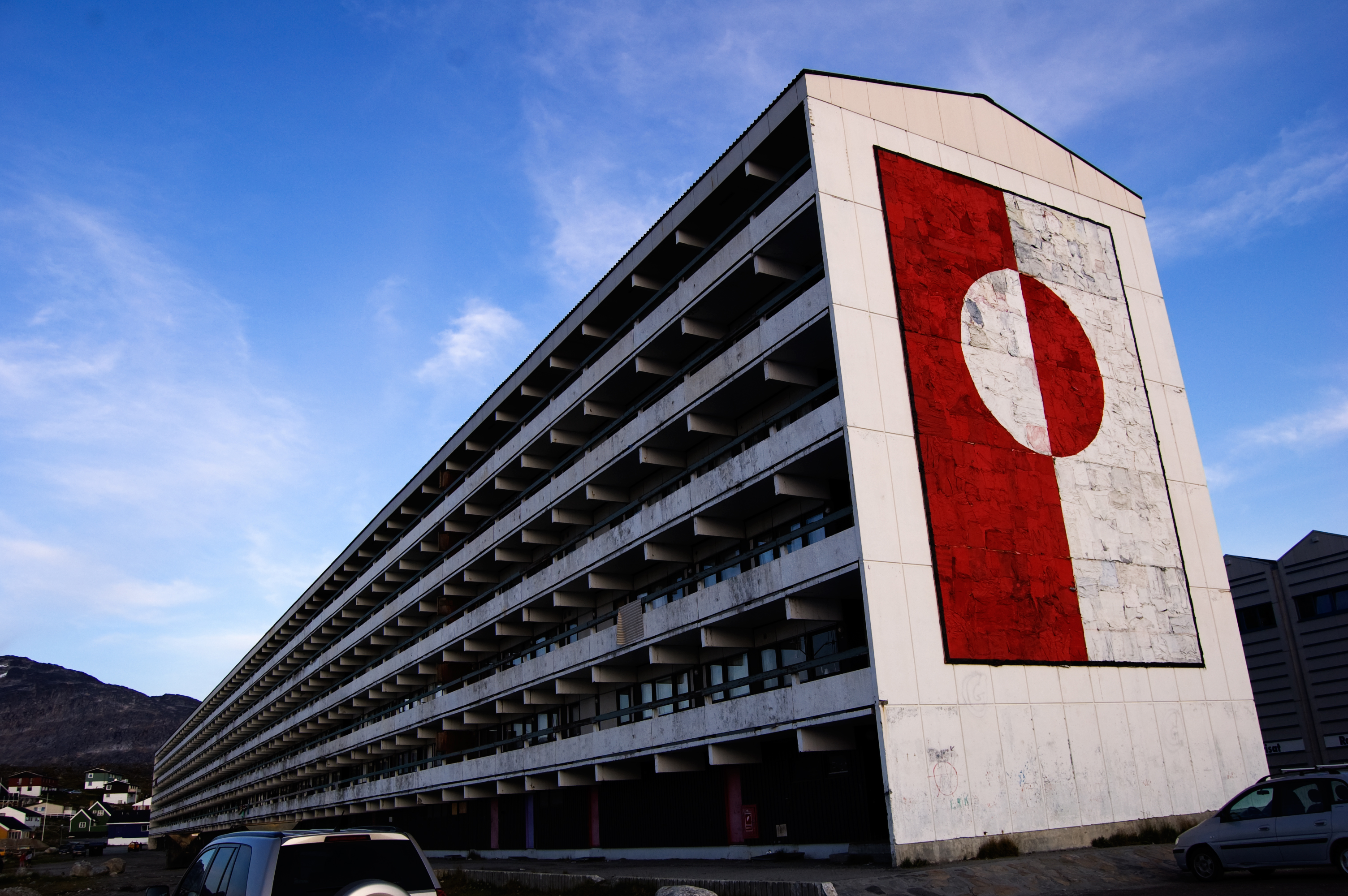
De noordkant met de vlag

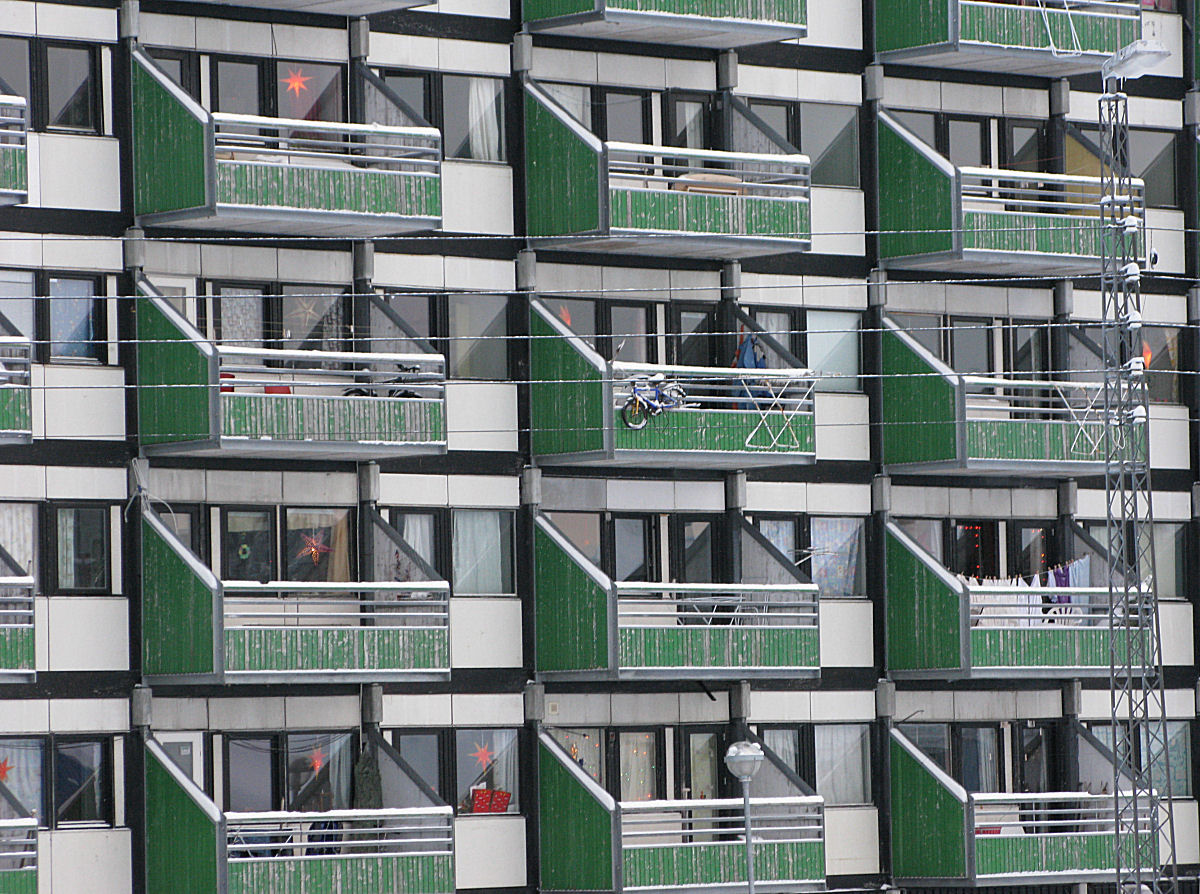
Balkons in Blok P

Blok P was het grootste residentiële gebouw in Nuuk, maar ook in heel Groenland. Het bevatte ongeveer 320 appartementen. Er wordt gezegd dat ongeveer 1% van de hele Groenlandse bevolking er woonde. Het gebouw werd in oktober 2012 gesloopt.

## Geschiedenis
Het gebouw werd gebouwd en opgetrokken in 1965-1966, als onderdeel van het Deense parlement, Folketing, die sinds 1953 een programma uitvoerden om de Groenlandse infrastructuur te moderniseren en verstedelijken door de mensen van de kustplaatsjes weg te halen en naar Nuuk te brengen. Toen het werd gebouwd, was het het grootste gebouw in wat toen het Koninkrijk Denemarken was. De grootte en de indeling van de appartementen waren echter niet geschikt voor de Inuit-levensstijl. De smalle deuropeningen maakten het moeilijk om een appartement te betreden/verlaten als men winterkleding droeg. Bovendien waren de kleine kasten volgens Europese stijl te klein om het vistuig op te slaan. In de eerste jaren waren er problemen met gestold bloed en verstopping van de afvoer, als gevolg van de vissers die de badkuipen als enige mogelijkheid zagen om hun vangst schoon te maken en te bewerken.
Het gebouw was slechts vijf verdiepingen hoog en 64 appartementen breed, wat neerkomt op meer dan 200 meter. Het sneed dwars door Nuuk in een oost-west richting. De lokale bevolking vond Blok P zeer lelijk en daardoor is het zelfs voorgesteld aan toeristen als "zo deprimerend dat het bijna een attractie op zich is".
Aan de H.J. Rinkip Aqqutaa, vlak bij de voormalige locatie van Blok P, staan nog altijd diverse woonblokken van een gelijkaardig type, maar met minder verdiepingen.

## Vlag
De noordkant van het huis was versierd met de grootste uitvoering van de Groenlandse vlag. De vlag, gemaakt van afgedankte kleding, werd met hulp van schoolkinderen genaaid door een lokale kunstenaar.